# تشخيص الفصام
يُبنى تشخيص الاضطراب النفسي المسمى بالفصام (بالإنجليزية: schizophrenia)‏ على معايير الدليل التشخيصي والإحصائي للاضطرابات النفسية الخاص بالجمعية الأمريكية للأطباء النفسيين أو تصنيف الأمراض الدولي (آي سي دي) الخاص بمنظمة الصحة العالمية.
يُجرى التقييم السريري للفصام بواسطة اختصاصي الصحة العقلية بناءً على مراقبة السلوك والتجارب التي يذكرها المريض والأشخاص في بيئته، وتقع مسؤولية التشخيص على عاتق الطبيب النفسي. تحدث الأعراض المرافقة في المجموعات السكانية بمستويات مختلفة، ويجب أن تصل إلى شدة محددة مع مستوًى معين من الاعتلال قبل تأكيد التشخيص. يبلغ معدل انتشار الفصام في الولايات المتحدة 0.3-0.7%.

## معايير التشخيص
في عام 2013، أطلقت الجمعية الأمريكية للأطباء النفسيين إصدارها الخامس من الدليل التشخيصي والإحصائي للأمراض النفسية (دي إس إم 5)، ووفقًا لهذا الدليل، يُعد ظهور معيارين تشخيصيين خلال فترة لا تقل عن شهر مع تأثير واضح على الأداء الاجتماعي والمهني لستة أشهر على الأقل مشخصًا للفصام. تفيد المعايير التشخيصية في الدليل أن إصابة الشخص بالوهام أو الهلوسات أو الخطاب العشوائي ضروري لتشخيص بالفصام. قد يكون العرض الثاني سلبيًا أو سلوكًا جاموديًا أو فوضويًا بشدة. يتطلب التشخيص عرضين فقط، وهذا يؤدي إلى ظهور عدة أشكال سريرية لهذا الاضطراب.
في الممارسة السريرية، هناك معدل توافق مرتفع بين هذين النظامين المختلفين. تؤكد معايير دي إس إم 5 على سوء الوظيفة الاجتماعية والمهنية أكثر من آي سي دي 10، بينما تؤكد آي سي دي 10 على أعراض الدرجة الأولى. تقترح معايير آي سي دي 11 للفصام حاليًا إضافة اضطراب الذات إلى قائمة الأعراض.

### أعراض الدرجة الأولى
تُمثل أعراض الدرجة الأولى أعراضًا ذهانيةً مميزةً للفصام وضعها كورت شنايدر عام 1959، وأصبحت موثوقيتها لتشخيص الفصام موضع جدل منذ ذلك الحين. استقصت مراجعة منهجية عام 2015 الدقة التشخيصية لأعراض الدرجة الأولى وفق الآتي:
| ملخص | ملخص                                                 | ملخص                 | ملخص | ملخص |
| --- | ---------------------------------------------------- | -------------------- | --- | --- |
| تفتقر الدراسات المذكورة في المراجعة المنهجية إلى الجودة المطلوبة. تُظهر النتائج صحة تشخيص المصابين بالفصام في نحو 75-95% من الحالات لكن يوصى باستشارة اختصاصي آخر لتأكيد التشخيص. بلغت حساسية أعراض الدرجة الأولى 60% وبذلك يمكن اعتبارها مفيدةً في التشخيص ويمكن تجنب الأخطاء عند استخدامها بحذر. تملك أعراض الدرجة الأولى قيمةً تشخيصيةً كبيرةً في حال نقص المصادر التشخيصية وعدم توافر تقنيات أكثر تطورًا. |                                                      |                      | | |
| | دقة الملخص % (مستوى الثقة سي إل 95%)                 | وسطي الانتشار (مجال) | التأثيرات | الجودة والتعليقات |
| تشخيص الفصام من بين الاضطرابات المشخصة الأخرى | الحساسية 57.0 (50.4، 63.3) النوعية 81.4 (74.0، 87.1) | 48% (15% إلى 84%)    | الانتشار بمعدل 48%: يُصاب 48 شخصًا من كل 100 مصاب باضطراب عقلي آخر بالفصام. تعني النتيجة أن 21 شخصًا لن يُشخصوا بالفصام باستخدام أعراض الدرجة الأولى (43% من 48)، ويُشخص 10 أشخاص من غير المصابين بالفصام خطًا على أنهم مرضى باستخدام هذه الأعراض.                     | |
| تشخيص الفصام من بين الأنماط الأخرى للذهان | الحساسية 58.0 (50.3، 65.3) النوعية 74.7 (85.2، 82.3) | 57% (24% إلى 84%)    | الانتشار بمعدل 57%: يُصاب 57 شخصًا من كل 100 مصاب بنمط آخر من الذهان بالفصام. تعني هذه النتيجة أن 24 شخصًا من بين هؤلاء لن يُشخصوا بالفصام اعتمادًا على أعراض الدرجة الأولى (42% من 57)، ومن بين 43 شخصًا غير مصاب، سيشخص 13 منهم خطًا بالفصام اعتمادًا على هذه الأعراض. | في جميع التقييمات الثلاث، ظهرت مشكلات هامة تتعلق بانتقاء المرضى وعدم وجود تقارير واضحة حول استخدام الاختبارات التأشيرية السريعة أو الاختبارات المرجعية، وزاد هذا من الشك بدقة النتائج. لم تُجر أغلب الدراسات في ظروف العيادة اليومية. |
| تشخيص الفصام من بين الاضطرابات غير الذهانية | الحساسية 61.8 (51.7، 71.0) النوعية 94.1 (88.0، 97.2) | 55% (19% إلى 89%)    | الانتشار بمعدل 55%: يُصاب 55 شخصًا من كل 100 مصاب باضطراب غير ذهاني بالفصام. من بين هؤلاء، 21 شخصًا لن يُشخصوا بالفصام باستخدام أعراض الدرجة الأولى، وقد يُشخص 3 خطًا بالفصام من بين غير المصابين البالغ عددهم 45.                                                     | |

### الإصدار الخامس من الدليل التشخيصي والإحصائي للاضطرابات النفسية (دي إس إم 5)
بقي تعريف الفصام ثابتًا نوعًا ما كما ورد في نسخة عام 2000 من الدليل التشخيصي والإحصائي للاضطرابات النفسية (دي إس إم 4 – تي آر)، لكن الإصدار الخامس شمل بعض التعديلات:
- إزالة التصنيفات الفرعية.[7]
- لم يعد الجامود مرافقًا قويًا للفصام.[13]
- عند وصف المصاب بالفصام، يوصى بالفصل قدر الإمكان بين الحالة الحالية وترقيها المرضي لتوصيف الوضع الكلي بأوضح صورة ممكنة.
- إلغاء التوصية بالعلاج النوعي لأعراض الدرجة الأولى.[7]
- تحسين تعريف الاضطراب الفصامي العاطفي لتمييزه بوضوح عن الفصام.
- التوصية باتباع تقييم يغطي ثمانية مجالات من علم نفس الأمراض تشمل: تشوه الواقع والأعراض السلبية وفوضوية الأفعال والأفكار والاعتلال الإدراكي وشذوذ الحركة والأعراض الشبيهة بالأعراض المرافقة لبعض اضطراب المزاج مثل الإصابة بالهلاوس أو الهوس، وهذا يفيد في اتخاذ القرار السريري.[14]

## التغاير

### التصنيفات الفرعية
يحوي دليل دي إس إم الرابع المراجع على خمسة تصنيفات فرعية للفصام. أُزيلت هذه التصنيفات في الإصدار الخامس بسبب الطبيعة المتغايرة للحالات المرضية وعدم أهميتها تاريخيًا في الممارسة السريرية. بقيت التصنيفات الخمسة في النسخ السابقة للدليل نوعًا من التقليد لا غير، لكن ثبت لاحقًا أنها لا تستحق الاستمرار.
يشمل آي سي دي-10 سبعة تصنيفات فرعيةً للفصام:
| آي سي دي-10            | الوصف                                                                                           | ما يقابله في دي إس إم 4 المنقح |
| ---------------------- | ----------------------------------------------------------------------------------------------- | ------------------------------ |
| الارتياب               | وجود وهامات وهلوسات دون بروز أعراض أخرى مثل اضطرابات التفكير والسلوك الفندي والجمود العاطفي.    | النمط الارتيابي                |
| الفصام الفندي          | اضطراب التفكير وجمود العاطفة معًا.                                                               | النمط الفندي.                  |
| الجامود (شذوذ الحركة)  | يسود الاضطراب النفسي الحركي في هذا النمط، وتشمل الأعراض الذهول الجامودي والمرونة الشمعية.       | النمط الجامودي.                |
| الفصام غير المميز      | أعراض نفسية لا تحقق المعايير المشخصة للفصام الفندي أو الارتيابي أو الجامودي.                    | النمط غير المميز.              |
| الاكتئاب التالي للفصام | نوبة اكتئابية تنشأ عقب الاعتلال الفصامي قد تستمر خلالها بعض الأعراض الفصامية بمستوياتها الدنيا. | غير موجود.                     |
| النمط المتبقي          | أعراض إيجابية خفيفة الشدة وأعراض سلبية بارزة.                                                   | النمط المتبقي                  |
| الفصام البسيط          | وهامات وهلاوس غير واضحة مع تطور بطيء للأعراض السلبية.                                           | غير موجود                      |
| أنماط أخرى             | يشمل فصام اعتلال الحس المشترك والاضطراب فصامي الشكل.                                            | غير موجود                      |

### النسخ الخاصة بالبلدان
تستثني النسخة السريرية المعدلة من التصنيف الدولي للأمراض - 10 (المستخدمة في الولايات المتحدة للترميز الطبي والتبليغ عن الحالات) الاكتئاب التالي للفصام والفصام البسيط والتصنيفات الفرعية الأخرى من قائمتها.
تشمل النسخة الروسية من آي سي دي 10 أربعة تصنيفات فرعية إضافية للفصام: الفصام الوسواسي وفصام اعتلال الحس المشترك والنمط الطفلي وغير النموذجي.

### الإمراضيات المرافقة
يعاني المصابون بالفصام غالبًا من اضطرابات عقلية أخرى مثل القلق والاكتئاب واضطراب تعاطي المخدرات. يرافق اضطراب الوسواس القهري مرضى الفصام بمعدل وقوع يدل على ارتباط لا يُعزى للصدفة. يُقدر أن 21% إلى 47% من مرضى الفصام يتعاطون المخدرات في بعض مراحل حياتهم، وترتفع فرصة إصابتهم باضطراب تعاطي المخدرات مقارنةً بمرضى اضطرابات الذهان الأخرى. تؤدي العوامل السابقة إلى زيادة مجال التظاهرات السريرية وتقترح تغايرًا مهمًا في المسببات المرضية.

### الاختلافات بين الجنسين
يُشخص الفصام عند الذكور أكثر من الإناث بمقدار 1.4، وتكون ذروة الإصابة في سن 20-28 عند الذكور وبعدها بمتوسط 4-10 سنوات عند الإناث. تبرز الأعراض الذهانية والعاطفية أكثر عند الإناث، وتعانين من اعتلال اجتماعي بنسب أقل، بينما يبدي الذكور غالبًا أعراضًا سلبيةً مع سلوك فندي. يعود السبب غالبًا إلى تأثير الإستروجين الواقي عند الإناث، إذ ترتبط الاختلافات بين الجنسين مع التعبير عن هذا الهرمون في الجسم.